# Oreocapsus
Oreocapsus is een geslacht van wantsen uit de familie van de Miridae (Blindwantsen). Het geslacht werd voor het eerst wetenschappelijk beschreven door Linnavuori in 1975.

## Soorten
Het genus bevat de volgende soorten:

- Oreocapsus immundus Linnavuori, 1975
- Oreocapsus lividus Linnavuori, 1975
- Oreocapsus nemoralis Linnavuori, 1975
- Oreocapsus pallipes Linnavuori, 1975
- Oreocapsus serotinus Linnavuori, 1975
- Oreocapsus tristis Linnavuori, 1975
- Oreocapsus vanharteni Linnavuori & Al-Safadi, 1993